# Anabathron contabulatum
Anabathron contabulatum is een slakkensoort uit de familie van de Anabathridae. De wetenschappelijke naam van de soort is voor het eerst geldig gepubliceerd in 1867 door Frauenfeld.